# Riverside (Iowa)
Riverside è un comune degli Stati Uniti d'America, situato nello Stato dell'Iowa, nella contea di Washington.

## Storia
Riverside fu fondata nel 1872 e il nome, suggerito da un certo Dr. Mott, probabilmente fa riferimento alla posizione del sito rispetto al fiume English, affluente dell'Iowa.

## Società

### Evoluzione demografica

#### Evoluzione demografica
Abitanti censiti

## Popolarità

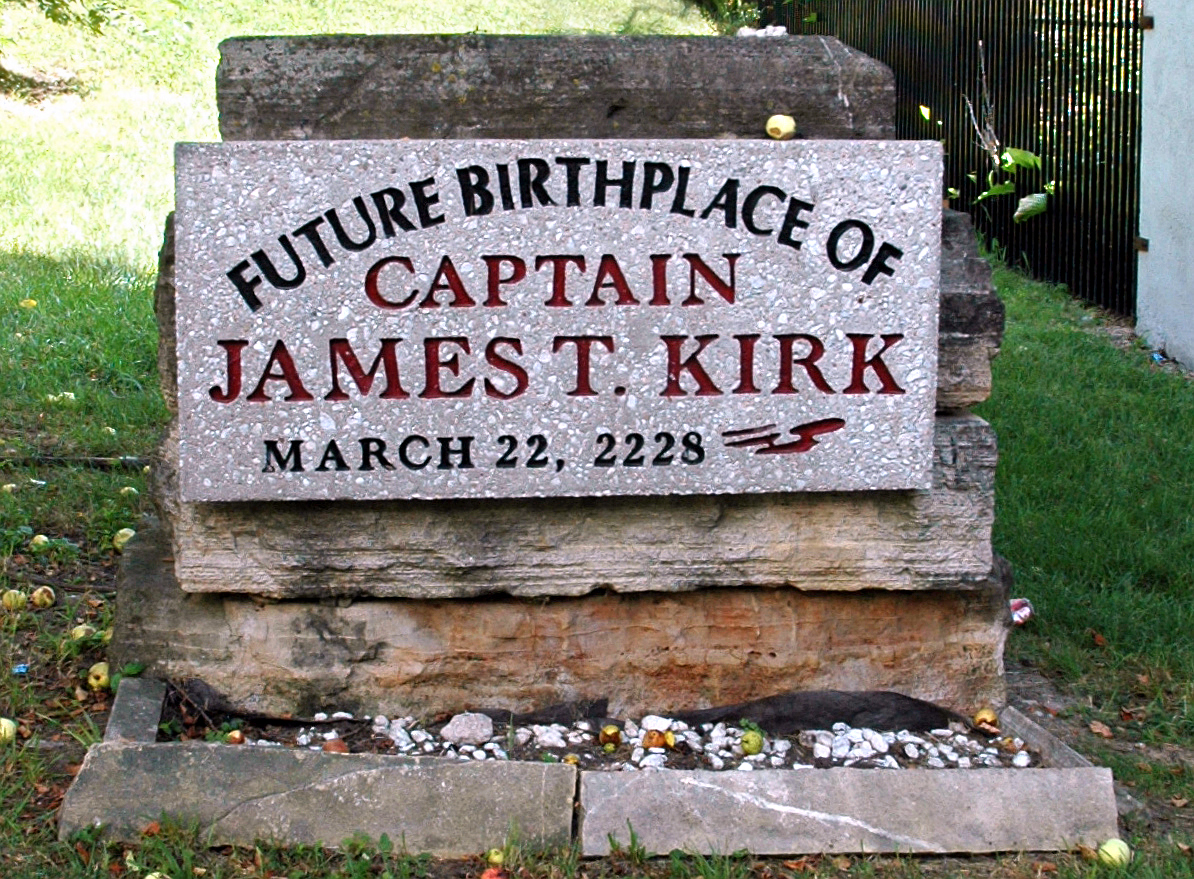
La placca a Riverside, autoproclamatasi futura città natale di James T Kirk

Riverside ha guadagnato notorietà da quando nel marzo del 1985 si autoproclamò ufficialmente il futuro luogo di nascita di James T. Kirk, personaggio di Star Trek. L'idea nacque quando il consiglio comunale stava cercando un tema per l'annuale festa cittadina. Gene Roddenberry, il creatore di Star Trek, aveva precedentemente designato la città come il luogo di nascita di Kirk nel suo libro The Making of Star Trek. La proposta di combinare il festival cittadino con Star Trek venne accettata all'unanimità. Da allora nel centro sono presenti una grande targa e una replica dell'astronave Enterprise (denominata "USS Riverside"), mentre il Riverside Area Community Club tutti gli anni organizza il "Trek Fest", nel giorno del compleanno di Kirk.
Anche non considerati canonici, Riverside viene citata almeno in due romanzi. In Best Destiny, un sequel sugli eventi mostrati nel film Rotta verso l'ignoto, viene descritta l'infanzia di Kirk a Riverside, che gioca con gli amici nei campi e lungo il fiume English. In Final Frontier di Diane Carey, romanzo prequel della serie originale vengono raccontate le avventure spaziali di George Samuel Kirk, padre di James, descritto ora adulto, che passeggia nella fattoria di proprietà della famiglia a Riverside, dalla quale era possibile scorgere i due fiumi che scorrono nei pressi della cittadina, l'English e l'Iowa.